# Jerzy Zasada
Jerzy Zasada (ur. 13 kwietnia 1927 w Chełmnie nad Nerem, zm. 12 grudnia 2006 w Poznaniu) – polski prawnik, komunistyczny działacz społeczny i polityczny PRL, od 1972 do 1981 poseł na Sejm.

## Życiorys
Od 1945 działał w Polskiej Partii Robotniczej, a następnie w Polskiej Zjednoczonej Partii Robotniczej. Od 1952 zasiadał w Komitecie Wojewódzkim PZPR w Poznaniu. W 1954 został wiceprzewodniczącym Zarządu Wojewódzkiego Związku Młodzieży Polskiej w Poznaniu. W 1964 wybrany został na sekretarza, a w grudniu 1970 na I sekretarza Komitetu Wojewódzkiego PZPR w Poznaniu (od 1973 pozostawał też szefem prezydium Wojewódzkiej Rady Narodowej). Funkcje te pełnił do 19 września 1980, kiedy odszedł na własną prośbę. W latach 1962–1971 był zastępcą członka, a w latach 1971–1981 członkiem Komitetu Centralnego PZPR. Poseł na Sejm PRL VI, VII i VIII kadencji (w lipcu 1981 zrzekł się mandatu).
W czasie stanu wojennego został internowany wraz grupą byłych czołowych działaczy PZPR.
Pochowany na cmentarzu Miłostowo w Poznaniu.

## Odznaczenia
- Order Sztandaru Pracy I klasy
- Order Sztandaru Pracy II klasy
- Krzyż Kawalerski Orderu Odrodzenia Polski
- Złoty Krzyż Zasługi
- Medal 30-lecia Polski Ludowej[4]
- Złoty Medal „Za zasługi dla obronności kraju”
- Srebrny Medal „Za Zasługi dla Obronności Kraju”
- Brązowy Medal „Za Zasługi dla Obronności Kraju”
- Złoty medal I stopnia Politechniki Czeskiej w Pradze (CVUT) (1973)[5]